# 穿透性創傷
穿透性創傷又稱穿透伤，是指当物体刺穿皮膚并进入身体组织时造成的傷口。此類伤口较深，而且穿透性物体可能会留在组织中。穿透伤通常是由枪击和刺击造成的。 穿透性创伤可能很严重，因为它会损伤内脏器官，而且病人有可能會因而休克和感染細菌或病毒。  醫院一般通過X射线或CT扫描來確認患者是否有穿透傷，一旦發現有穿透傷，患者可能需要做手术。